# The Marriage Ref
The Marriage Ref var en komisk reality-tv-serie skabt af Jerry Seinfeld, som havde premiere på NBC den 28. februar 2010. Serien handlede om ægteskabet og blev sendt i to sæsoner.